# فرد بیوین
فرد بیوین (انگلیسی: Fred Bevin؛ 1880 – ۱۹۴۰ (۵۹−۶۰ سال)) بازیکن فوتبال بود.